# Toy Shop Tycoon
Toy Shop Tycoon ou Toy Shop na América do Norte, é um videojogo desenvolvido pelas portuguesas Seed Studios e GameInvest, tendo sido editado para  Nintendo DS pela Majesco Entertainment a 29 de abril 2008.

## História
Mel e Mark ficam a tomar conta da loja de brinquedos que era do seu avô, segundo o testamento eles têm três anos para fazer com que a loja atinja certos objectivos, caso contrário a loja passa para as mão da cidade.

## Jogabilidade
Em Toy Shop Tycoon temos não que gerir as vendas dos brinquedos, como também o seu fabrico, existem até 30 para fabricar.